# Khalil Mutran
Khalīl Muṭrān (in arabo خليل مطران‎?; Baalbek, 1º luglio 1872 – Il Cairo, 1º giugno 1949) è stato un poeta e giornalista libanese.

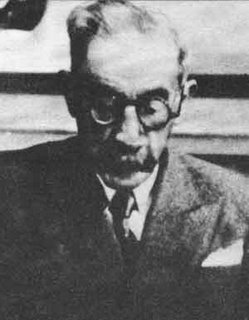
Khalīl Muṭrān

Anche noto col suo soprannome di Shāʿir al-Quṭrayn (in arabo شاعر القطرين‎?, lett. "il poeta delle due regioni"), Muṭrān trascorse la maggior parte della sua vita in Egitto.

## Biografia
Nacque nella Siria ottomana da ʿAbd Yūsuf Muṭrān e da Malaka Sabbāgh, di Haifa. Nakhlé Muṭrān, Pascià di Baalbek, era suo cugino. La madre di Khalīl, Malaka, discendeva da una numerosa famiglia palestinese ed era figlia di una delle persone più in vista e rispettate di Haifa, nonché consigliere di Aḥmad al-Jazzār, Pascià di San Giovanni d'Acri (ʿAkkā in lingua araba, ʿAkkō in ebraico), che aveva resistito con successo all'assedio portatogli dalle truppe di Napoleone nella sua Campagna d'Egitto.
Khalīl frequentò la scuola greco-cattolica di Beirut, un insegnante della quale era Nasif al-Yaziji. Fu lì che studiò la sua lingua natia, l'arabo, come pure la lingua francese.

## Attività giornalistica
Nel 1890 lasciò il Libano alla volta della Francia. Sebbene avesse in animo di emigrare in Cile, andò invece a risiedere in Egitto nel 1892. Qui trovò il suo primo impiego nel giornale al-Ahrām. Contribuì anche ad al-Mu’ayyad (Il sostenitore) e al-Liwāʾ (Lo stendardo). Nel 1900, fondò un suo proprio quindicinale, al-Majalla al-misriyya (La rivista egiziana) (1900-2, 1909). Pubblicò qui suoi lavori e anche opere di Mahmud Sami al-Barudi. Nel 1903, cominciò a pubblicare un quotidiano, al-Jawāʾib al-misriyya (Risposte egiziane) (1903-5), con cui sostenne il movimento nazionalista di Muṣṭafā Kāmil.
Collaborò con Hafez Ibrahim, traducendo un libro francese di economia politica. Tradusse un certo numero di lavori di Shakespeare, Corneille, Racine, Victor Hugo e Paul Bourget in arabo. Nel 1912 tradusse in arabo la tragedia Otello di Shakespeare, intitolandola Utayl, tuttora considerata la miglior traduzione araba di una tragedia. Condusse tuttavia la sua traduzione non dall'originale ma dal francese, scritta da Georges Duval.
 
Altre traduzioni di tragedie di Shakespeare furono Amleto, Macbeth, Il mercante di Venezia, La tempesta, Riccardo III, Re Lear e Giulio Cesare.
Tradusse inoltre Il Cid di Corneille, Cinna e Poliuto, oltre al dramma Ernani di Victor Hugo. In seguito ottenne un posto di Segretario al Sindacato Agricolo e contribuì a fondare la Banca Misr nel 1920. Nel 1924, effettuò un lungo viaggio in Siria e Palestina, dopo il quale si definì "poeta dei Paesi arabi" (in arabo شاعر الأقطار العربية‎?). Dopo la morte di Ahmed Shawqi nel 1932, presiedette il gruppo letterario Apollo fino alla morte.
Nel 1935, divenne direttore della compagnia teatrale al-Firqa al-Qawmiyya (Compagnia Nazionale) del teatro egiziano.

## Opere
Un'antologia delle sue opere, il Dīwān al-Khalīl, fu pubblicata in 4 volumi nel corso della sua stessa vita. Il primo di essi uscì nel 1908.